# リカルド・ガレカ
リカルド・アルベルト・ガレカ・ナルディ（Ricardo Alberto Gareca' Nardi, 1958年2月10日 - ）は、アルゼンチン・ブエノスアイレス州タピアレス出身のサッカー選手、現サッカー指導者。元アルゼンチン代表。現役時代のポジションはフォワード。
現役時代はボカ・ジュニアーズ、CAリーベル・プレート、CAベレス・サルスフィエルド、CAインデペンディエンテなどアルゼンチンの主要クラブに在籍し、コロンビアのアメリカ・デ・カリでは2度のリーグ優勝と3度のコパ・リベルタドーレス準優勝を経験した。現役引退後は指導者の道に進み、ペルーのウニベルシタリオ・デポルテスを1度のリーグ優勝、ベレス・サルスフィエルドを2度のリーグ優勝、ペルー代表を36年振りのワールドカップ出場に導いた。

## 選手経歴

### クラブ
1978年にボカ・ジュニアーズからデビューしたが、3年間で16試合にしか出場できず、1981年にCAサルミエントにレンタル移籍した。ボカ・ジュニアーズに復帰してからはディエゴ・マラドーナと一緒にプレーし、8得点を挙げた。1985年、オスカル・ルジェリとともに永遠のライバルであるCAリーベル・プレートに移籍した。ルジェリと対照的にガレカはCAリーベル・プレートで成功できず、1985年にフトボル・プロフェシオナル・コロンビアーノのアメリカ・デ・カリに移籍すると、1985年と1986年にリーグタイトルを獲得した。1985年と1986年と1987年には3年連続でコパ・リベルタドーレス決勝に進出したが、いずれの大会も準優勝に終わった。1989年にアルゼンチンに復帰し、CAベレス・サルスフィエルドに加入して1992年までプレーした。1993年にはCAインデペンディエンテに移籍し、数年間プレーした後に現役引退した。

### 代表
1981年、ポーランドとの親善試合でアルゼンチン代表デビューした。通算20試合に出場して5得点した。

## 指導者経歴
1996年にCAタジェレスの監督に就任して指導者としての道を歩み始めた。1997年にはタジェレス監督を退任してCAインデペンディエンテ監督に就任したが、結果はついてこず、同年末にはタジェレスの監督に復帰した。1997-98シーズンにはタジェレスをプリメーラB・ナシオナル（2部）優勝に導き、プリメーラ・ディビシオン（1部）昇格を果たした。1999年にはコパCONMEBOLで優勝し、クラブにはじめて主要タイトルをもたらした。ブエノスアイレスとサンタフェ以外に本拠地を置くアルゼンチンのクラブが国外大会で優勝するのは史上初めてのことであった。2000年にはCAコロンの監督に就任したが、すぐにタジェレス監督に復帰した。2002年にはプリメーラB・ナシオナルのキルメスAC監督に就任し、2003年にはAAアルヘンティノス・ジュニアーズ監督に就任した。プリメーラ・ディビシオン昇格プレーオフでキルメスACに敗れたが、アルヘンティノスを昇格間際まで押し上げた。2004年には選手時代にチームメイトであったガレカに誘われ、スペインのエルチェCFのアシスタントコーチに就任した。
2005年には古巣アメリカ・デ・カリを率い、2006年にはインデペンディエンテ・サンタフェを指揮した。同年には4度目のタジェレス監督に就任したが、チームはプリメーラB・ナシオナルでもがき続けた。2007年10月にはペルーのウニベルシタリオ・デポルテス監督に就任し、2008年7月にはアペルトゥーラのタイトルを獲得した。2009年にアルゼンチンに復帰し、選手時代の古巣CAベレス・サルスフィエルド監督に就任した。就任直後の2009クラウスーラでは19戦で11勝7分1敗の好成績を収め、CAウラカンやCAラヌースを抑えてリーグ優勝を果たした。2009アペルトゥーラでは5位、2010クラウスーラでは9位と安定した成績を残し、2010アペルトゥーラでは13勝4分2敗で勝ち点43を稼いでエストゥディアンテス・デ・ラ・プラタに次ぐ2位に入った。2010アペルトゥーラでは12勝3分4敗で2度目のリーグ優勝を果たした。
2015年2月にガレカはペルー代表監督に就任。現役時代、1986年W杯予選でガレカがペルーを予選敗退に追い込むゴールを決めた因縁もあり、当初は批判された。更に就任後初戦でベネズエラに敗戦したことで、プレッシャーは増した.
しかしガレカは2016年にはコパ・アメリカ・センテナリオではブラジルを破りグループリーグ1位通過（準々決勝でコロンビアにPK戦の末敗退）
そして2018 FIFAワールドカップ予選でチームを5位に導き、プレーオフへ進出。2017年11月にプレーオフでニュージーランドを 2–0で降し36年ぶりのワールドカップ本選出場を決めた。本大会では優勝したフランス、デンマークに敗れたが、オーストラリアを下し、本大会では40年ぶりの勝ち星を挙げた。
2019年のコパ・アメリカ2019では、グループリーグ3位と苦しみながら通過すると、決勝トーナメントではウルグアイ、チリを下して44年ぶりに決勝に進出。ブラジルに敗れ準優勝に終わったが、この成功はガレカの名声を確固たるものにした。
しかし、2022年にペルーサッカー連盟との契約延長の交渉が決裂。同国代表監督を退任した。
2024年1月24日、チリ代表の監督に就任した。

## 代表歴

### 試合数
- 国際Aマッチ 24試合 4得点（1981年-1985年）[4]

| アルゼンチン代表 | 国際Aマッチ | 国際Aマッチ |
| 年               | 出場        | 得点        |
| ---------------- | ----------- | ----------- |
| 1981             | 1           | 0           |
| 1982             | 0           | 0           |
| 1983             | 7           | 2           |
| 1984             | 10          | 2           |
| 1985             | 6           | 0           |
| 通算             | 24          | 4           |

## タイトル

### 選手
アメリカ・デ・カリ
- カテゴリア・プリメーラA (2) : 1985, 1986

インデペンディエンテ
- プリメーラ・ディビシオン (1) : 1993-94C
- スーペルコパ・スダメリカーナ : 1994

### 指導者
タジェレス
- プリメーラB・ナシオナル (1) : 1997-98
- コパCONMEBOL (1) : 1999

ウニベルシタリオ
- プリメーラ・ディビシオン (1) : 2008A

ベレス・サルスフィエルド
- プリメーラ・ディビシオン (2) : 2008-09C, 2010-11C

=
| クラブ                   | 就任           | 退任           | 記録   | 記録 | 記録 | 記録 | 記録  |
| クラブ                   | 就任           | 退任           | 試合数 | 勝   | 分   | 敗   | 勝率  |
| ------------------------ | -------------- | -------------- | ------ | ---- | ---- | ---- | ----- |
| ウニベルシタリオ         | 2007年9月29日  | 2008年12月14日 | 64     | 28   | 21   | 15   | 43.75 |
| ベレス・サルスフィエルド | 2008年12月15日 | 2013年12月     | 168    | 91   | 41   | 36   | 54.17 |
| 通算                     | 通算           | 通算           | 232    | 119  | 62   | 51   | 51.29 |